# Río Betbeder
El río Betbeder es un curso natural de agua que nace cerca del Paso Las Lagunas, en extremo sur de la Isla Grande de Tierra del Fuego, y fluye hacia el norte hasta desembocar en la ribera sur del extremo oeste del lago Fagnano.: 24 

## Trayecto
En su cuenca alta recibe como afluente al río Toledo para continuar su trayecto encerrado por altas montañas, entre las que se destaca Cerro Verde (1000 m). Su desembocadura se pierde en una especie de delta en el cual asienta una extensa turbera. Presenta una longitud aproximada de 8 km desde la confluencia hasta su desembocadura en el Lago Fagnano.

## Historia
Luis Risopatrón lo describe en su Diccionario Jeográfico de Chile de 1924:: 80 
Betbeder (Rio) 54° 35' 68° 52'. Nace en las inmediaciones del paso de Las Lagunas, corre hacia el N i se vacia en el estremo W del lago Fagnano o Cami. 56, carta de Nordenskjold (1897); 72, p. 52 vista; 122, p. XXXII; 134; i 156.

## Población, economía y ecología

### Senda de penetración Vicuña-Yendegaia
Después de la fundación de la Estancia Vicuña en 1915, esta fue por largo tiempo el más austral de los poblados chilenos accesibles por tierra en la Isla Grande de Tierra del Fuego. Con los años también se establecieron poblaciones en el Caleta María, en el extremo este del seno Almirantazgo.
Han quedado reportes de que para los habitantes originarios de la región, el paso hacia el sur por tierra era conocido. Así quedó consignado, por ejemplo, en un escrito del misionario inglés Thomas Bridges.: 8 
Más al sur, en la ribera norte del canal Beagle estaba Yendegaia, que era accesible a través del mar. El territorio entre esas dos posesiones era conocido a través de la tradición oral indígena. Ya en 1882 Giacomo Bove sabía de la existencia de una fácil travesía entre Almirantazgo y Yendegaia, pero el trayecto era desconocido. Los primeros exploradores que se aventuraron en esta región fueron Tomás Zurueta (1892), Eduardo O'Connor (1892), Comisión Internacional de Límites (1895), Otto Nordenskjöld (1896), Carl Skottsberg (1908), Alberto María de Agostini (1913).: 7 
En 1890 la comisión chilena encargada de fijar los límites con Argentina, publicó un mapa elaborado por Carlos Soza Bruna con un lago sin nombre en la posición del actual lago Fagnano. En 1892, un equipo de exploradores en torno a Tomas Zurueta hizo la travesía desde Almirantazgo hasta Lapataia, pero no quedaron registros de su recorrido.: 14  Casi simultáneamente, dos exploradores argentinos, O'Connor y Montes, comprobaron la existencia del lago que C. Soza Bruna había destacado en el mapa. Esta coincidencia de un lago "previsto" y uno visto, induce al autor Samuel García O. a suponer que fue Agostini quien por lo menos informó a Soza Bruna de la existencia del lago.: 9 
En 1895 la Comisión Internacional de Límites llegó al extremo oriental del seno Almirantazgo y cartografió la zona y fijando la toponimia de los ríos Azopardo, Betbeder, Mascarello y Fontaine. En febrero del año siguiente, una expedición de Otto Nordenskjöld descubrió un valle hacia el sur, pero no siguió esa dirección.
En febrero de 1908, Carl Skottsberg, Percy Quensel, Thore Halle, Albert Pagels y Karl Müller siguieron el río Azopardo aguas arriba e ingresaron en el valle del río Betbeder hasta llegar al llamado Paso Las Lagunas, que trasmonta la cordillera, pero no lograron ver el canal Beagle, aunque si descubrieron el lago Lovenborg (cuyo nombre original es Löwenborg).
Finalmente, les cupo al sacerdote salesiano Alberto María de Agostini y sus compañeros de ruta Juan De Gasperi y los hermanos Abel y Augusto Pession el mérito de haber sido los primeros hombres blancos en unir el seno Almirantazgo con el canal Beagle a través del valle del río Betbeder y el río Rojas en una travesía que duró desde 19 al 24 de febrero de 1913.: 14 
La ruta a través del río Lapataia que ya había hecho Zurueta sin dejar registros, fue repetida por el pintor estadounidense Rockwell Kent en 1922.: 15 
En 1994 se comenzó la construcción de un camino que comunique el norte y el sur de la parte chilena de Tierra del Fuego por tierra. El trayecto tendrá 139 km y se inicia en el puente que cruza el río Rasmussen o Bellavista, al sur de la estancia Vicuña, bordeando primero la ribera oeste del lago Deseado, luego la del lago Fagnano (con un ramal a Caleta María en el seno Almirantazgo) para continuar hacia el sur por el valle del río Betbeder cruzando la cordillera de Darwin por el paso Las Lagunas hasta la ribera norte del río Yendegaia para descender por su ribera hasta bahía Yendegaia, desde donde se podrá cruzar en barcaza hasta Puerto Navarino que dispone de camino hasta Puerto Williams y desde allí por mar hasta Puerto Toro.